# Пам'ятник Нарсісу Монтуріолю
«Пам'ятник Нарсісу Монтуріолю» (ісп. Monumento a Narcís Monturiol) — скульптура роботи іспанського скульптора Жузепа Марії Субіракса (1927–2014). Створена у 1963 році. Знаходиться на розі проспекту Діагональ та вулиці Жирона у Барселоні (Іспанія). 
Скульптура присвячена іспанському інженеру та винахіднику Нарсісу Монтуріолю (1819–1885). 
Автор зобразив у заглибині залізобетонної стіни прототип субмарини «Ictineo» у масштабі 1:7, створену Монтуріолем і випробувано у порту Барселони у 1859 році. На пам'ятнику викарбуваний напис:
Пам'ятник був відкритий 3 грудня 1963 року. 1995 року його відреставрано за підтримки самого Субіракса. Останні реставраційні роботи проведені у 2000–2001 роках зі згоди Субіракса під керівництвом архітектора Марії Луїзи Агуадо. 